# Arne Wulff
Arne Wulff (* 13. August 1958 in Leer) ist ein deutscher Politiker (CDU) und ehemaliger Staatssekretär in Schleswig-Holstein.

## Leben
Arne Wulff studierte an der Universität Kiel und wurde mit einer Arbeit über Franz Schlegelberger, kommissarischer Reichsjustizminister in der Zeit des Nationalsozialismus, promoviert. Diese Dissertation wurde später Gegenstand publizistischer Diskussionen.
Arne Wulff amtierte von 2003 bis 2005 als Stadtpräsident von Kiel. Anschließend wurde er zum Staatssekretär im schleswig-holsteinischen Finanzministerium ernannt. Er leitete dann von 2009 bis 2012 die Staatskanzlei unter Ministerpräsident Peter Harry Carstensen.
Nach seinem Ausscheiden aus dem Amt mit dem Regierungswechsel ging er zum 1. März 2014 für die Konrad-Adenauer-Stiftung nach Kenia.

## Werke
- Staatssekretär Prof. Dr. Dr. h.c. Franz Schlegelberger: 1876-1970. Frankfurt am Main; Bern; New York; Paris: Lang 1991; zugl.: Kiel, Univ., Diss., 1990/91, ISBN 978-3-631-44243-2